# Горячев, Виктор Фёдорович
Виктор Фёдорович Горячев (14 ноября 1918 года, Москва — 24 октября 1944 года, район города Макув-Мазовецки) — гвардии старший лейтенант Рабоче-Крестьянской Красной Армии, участник Великой Отечественной войны, Герой Советского Союза (1944).

## Биография
Виктор Горячев родился 14 ноября 1918 года в Москве в семье служащего. Учился в машиностроительном техникуме. В 1939 году Горячев был призван на службу в Рабоче-Крестьянскую Красную Армию. В 1940 году он окончил Херсонскую военную авиационную школу, в 1943 году — Краснодарское объединённое военное авиационное училище. С мая 1943 года — на фронтах Великой Отечественной войны.
К 25 июлю 1944 года гвардии старший лейтенант Виктор Горячев был заместителем командира и штурманом эскадрильи 7-го гвардейского штурмового авиаполка 230-й штурмовой авиадивизии 4-й воздушной армии 2-го Белорусского фронта. К тому времени он совершил 108 боевых вылетов на штурмовку скоплений вражеских войск и техники, объектов противника, укреплений, аэродромов, железнодорожных станций, за что был представлен к присвоению звания Героя Советского Союза.
Указом Президиума Верховного Совета СССР от 26 октября 1944 года гвардии старший лейтенант Виктор Горячев  был удостоен высокого звания Героя Советского Союза.
24 октября 1944 года в бою при штурмовке миномётных батарей и пехоты противника в районе Чарностув – Швелице Макувского повята после второго захода самолёт командира эскадрильи гвардии старшего лейтенанта В.Ф.Горячева был атакован 2-мя истребителями Ме-109 и подожжён. Самолёт взмыл вверх, после чего перешёл в пикирование, под большим углом он врезался в скопление войск и техники противника и взорвался в районе 6 км южнее города Макув-Мазовецки Мазовецкого воеводства (севернее города Пултуск, западнее реки Нарев).
Произвёл 131 боевой  вылет  на  штурмовку войск  врага.
Был награждён орденом Ленина, 2-мя орденами Красного Знамени, орденами Александра Невского, Отечественной войны 1-й степени, Красной Звезды и рядом медалей.
Воздушный стрелок гвардии старшина Ф.В. Малышев выбросился с парашютом, попал в плен, бежал и 13 марта 1945 года  вернулся в свою часть.
В поселке Удельная Раменского района центральная улица и гимназия носят имя В.Ф.Горячева. На здании гимназии установлена мемориальная доска. На площади Победы в городе Раменское у Вечного огня установлена гранитная плита, на которой высечено имя Героя.